# Samuel Andrzej Abramowicz
Samuel Andrzej Abramowicz herbu własnego (zm. we wrześniu 1663 roku) – starosta starodubowski w latach 1647–1663, wójt starodubowski w latach 1647–1663, kapitan gwardii pieszej Jego Królewskiej Mości.
Był uczestnikiem antyszwedzkiej konfederacji powiatów: wiłkomierskiego, kowieńskiego i upickiego podczas pospolitego ruszenia w Kiejdanach 16 grudnia 1656 roku.